# Retroreflektor

Zasada działania retroreflektorów narożnych (1) i soczewkowych (2). Promienie świetlne zilustrowane są liniami zakończonymi strzałkami, powierzchnie odbijające światło są w kolorze ciemnoniebieskim.

Retroreflektor – układ optyczny, odbijający większość padającego na niego światła w kierunku źródła światła, niezależnie od kierunku z którego pada na niego światło. Różni się to znacznie od odbicia światła od zwierciadła odbijającego światło w kierunku zależnym od kierunku padania i ustawienia zwierciadła, a także od powierzchni rozpraszających odbijających światło we wszystkich kierunkach.
Retroreflektory są wykorzystywane w elementach odblaskowych, zwiększając widoczność pojazdów i infrastruktury drogowej. Zamontowane na satelitach i elementach automatyki ułatwiają śledzenie ich położenia.
Rodzaje retroreflektorów:
- Reflektory narożne – trzy zwierciadła ustawione wzajemnie prostopadle do siebie. Powierzchnią odbijającą może być tylna powierzchnia materiału przezroczystego ukształtowana w naroża.
- Reflektory soczewkowe / sferyczne – elementem ukierunkowującym światło są soczewki a światło odbijane jest od zakrzywionej powierzchni. Może być realizowany w postaci szklanych kulek o odpowiednim współczynniku załamania. Światło padające na kulistą soczewkę o współczynniku załamania światła równym 2 i odbite od jej tylnej powierzchni powraca w kierunku padania[6].

Taśmy i powierzchnie odblaskowe uzyskuje się poprzez zatopienie w farbie mikrokulek szklanych.